# Dolichopeza subballator
Dolichopeza subballator är en tvåvingeart som beskrevs av Alexander 1967. Dolichopeza subballator ingår i släktet Dolichopeza och familjen storharkrankar. Inga underarter finns listade i Catalogue of Life.